# Mathias Wünsche

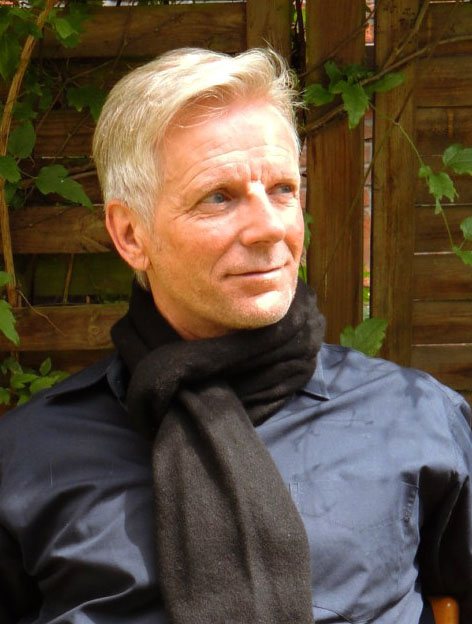
Mathias Wünsche (2012)

Mathias Wünsche (* 14. September 1957 in Köln) ist ein deutscher Schriftsteller, Musiker und Komponist.

## Leben
Wünsche studierte Sozialpädagogik und arbeitet seit 1993 in der Kinder- und Jugendhilfe in Köln.
Seit Ende der 1990er Jahre ist er Autor der Kinderkrimi-Reihe Rea und seit 2013 der Nachfolge-Serie Die Südstadtdetektive. 2014 erschien der Psycho-Krimi Kölner Schatten, 2015 Ein Männlein steht im Walde..., der erste Fall seiner neuen Krimifigur Lou Parker. 2016 war seine Figur Zara Zunder Teil der Loewe-Anthologie Wenn Sonntag ist ... 52 Geschichten zum Vorlesen für Kinder ab 4 Jahre.
Wünsche ist Mitglied im Syndikat – Autorengruppe deutschsprachige Kriminalliteratur.
Als Musiker, Komponist und Texter hat Mathias Wünsche 2003 eine Kinder-CD mit dem Titel Wir sind Kinder herausgebracht. 2015 erschien die Erwachsenen-CD Rosagrau seiner Band Conte.
Wünsche lebt in Siegburg.

## Werke

### Kinder-, Jugendbücher
- Rea und die Catnapper. Kinderkrimi. Ensslin, 1999, ISBN 978-3-7709-0956-8
- Rea und der rote Skorpion. Kinderkrimi. Ensslin, 2000, ISBN 978-3-7709-3006-7
- Rea und der Magier. Kinderkrimi. Ensslin, 2000, ISBN 978-3-7709-3010-4
- Die Südstadtdetektive. Kinderkrimi. Emons, Köln 2013, ISBN 978-3-95451-127-3

### Erwachsenenbücher
- Kölner Schatten. Psycho-Krimi. Emons, Köln 2014, ISBN 978-3-95451-314-7
- Ein Männlein steht im Walde.... Krimi. Emons, Köln 2015, ISBN 978-3-95451-491-5
- Engel und Tod. Krimi. KBV-Verlag, 2017, ISBN 978-3-95441-356-0

### Anthologie
- Wenn Sonntag ist ... 52 Geschichten zum Vorlesen. Loewe-Verlag, 2016, ISBN 978-3-7855-8175-9

### Musik
- Wir sind Kinder, 2004
- Rosagrau, Conte, Timezone 2015